# Pulicose
 Mise en garde médicale
La pulicose (piqûre de puce, techniquement une morsure) est une infection cutanée causée par de nombreuses espèces de puces, incluant la puce du chat (Ctenocephalides felis). Cette infection se manifeste d'elle-même après les piqûres et peuvent parfois ne pas être perçues.  Quelques minutes après la piqûre, l'irritation cutanée commence. Ces infections peuvent s'avérer moyennes ou sévères. Après 48-72 heures, une forme plus sévère peut s'étendre sur certaines parties du corps. Ces symptômes incluent un gonflement des zones piquées, de l'érythème, des ulcères dans la bouche et la gorge, agitation et douleur des aréoles. Si ces symptômes apparaissent, il est impératif de consulter un professionnel de santé. Après une semaine, cette infection peut s'étendre à travers les ganglions lymphatiques et commencer à affecter le système nerveux central. Des dégâts permanents du nerf peuvent survenir.